# Corregimiento de Latacunga
El corregimiento de Latacunga fue una organización jurídico-administrativa del Imperio español ubicada en el centro de la Real Audiencia de Quito, y perteneciente a los Virreinatos del Perú y Nueva Granada. Después de haber formado parte del Corregimiento de Riobamba en 1599 se elevó a rango de corregimiento, su sede administrativa se concentraba plenamente en la actual ciudad ecuatoriana de Latacunga y es el antecedente territorial más remoto de la vigente Provincia de Cotopaxi. Sus límites abarcaban linderos de las actuales provincias ecuatorianas de Tungurahua, Bolívar y Napo; y limitaba por el norte con el corregimiento de Quito, por el oeste con la provincia de Yumbos y con los gobiernos de Caráquez que eran de dicho corregimiento, por el sur y este con los corregimientos de Riobamba y Guaranda.

## Lista de los corregidores de Latacunga y su jurisdicción

### Casa de Austria –sigloXVI
- Capitán Pedro de Alvia, Alguacil Mayor y Teniente General de Corregidor. (1592-1598).Periodo de transición de Tenencia del Corregimiento de Ríobamba a Corregimiento autónomo.

#### Titulación en Corregidor y Justicia Mayor
- Capitán Pedro de Alvia, (Segundo Periodo) Corregidor y Justicia Mayor. (1599-1602)

### Casa de Austria –sigloXVII
- Bernardino de Vega Corregidor y Justicia Mayor 1603 –?
- Don Francisco Gutiérrez Flores Corregidor y Justicia Mayor 1609-1610.
- Capitán Juan López Lizarazu Corregidor y Justicia Mayor 1610-1611.
- Capitán Alonso Vela Corregidor y Justicia Mayor 1613 - ?
- Capitán Juan Sáenz de Aramburu Corregidor y Justicia Mayor 1612-1616.
- Capitán Gerónimo Valverde y Ugarte Corregidor y Justicia Mayor 1617 - ?
- Don Francisco Centeno Maldonado 1619 - ?
- Capitán Gerónimo Sossa 1620-1621
- Capitán Alonso Vela (Segundo Periodo) 1622-1626
- Capitán Miguel de Zambrano 1626- ?
- Don Francisco Vergara y Civíria. 1626-?
- Maestre de Campo Fernando de la Loma y Portocarrera. 1627-?
- Don Francisco Mogollón de Obando 1628 - ?
- Capitán Bartolomé López de Castro 1629-?
- Don Francisco Aguado y León 1630-?
- Teniente de Corregidor Capitán Cristóbal Arias de Barragán 1630-?
- Capitán Juan Verduga Pasillas 1635-?
- Capitán Pedro González de Oviedo 1636-1637.
- Maestre de Campo Don Gabriel de Vera y Aragón 1638-1639.
- Capitán Manuel Romero de Arellano 1640-?
- Maestre de Campo Don Gabriel de Vera y Aragón (Segundo Periodo) 1641-1642.
- Capitán Alonso Galbán Bermejo 1643-1644. Años atrás se había desempeñado como Teniente General de Corregidor de Puerto Viejo.
- Capitán Juan Flores de Lisperguer 1645-1646. Pariente materno de Doña Catalina de los Ríos y Lisperguer, posiblemente su tío o primo materno.
- Capitán Antonio Fernández 1646-?
- Capitán Diego de la Vera 1648-?
- Capitán Antonio Flores 1649-?
- Capitán Gonzalo de Soria 1650-1651
- Don Pedro de Loma y Portocarrera (hermano del anterior) 1653-?
- Capitán Juan Flores de Lisperguer (Segundo Periodo) 1655-?
- Capitán Eugenio de Carballo 1658-?
- Capitán Gaspar de Guzmán 1659-?
- General Don Rodrigo de Ozaeta 1660-?
- Capitán Diego Suárez 1671-?
- Capitán Juan Cedillo 1676-?
- Don Luis de Sotomayor 1687-?
- General Esteban Conrrado 1692-1693
- General Diego de Orozco 1692-?